# Chiến dịch Mạch nước Hòa bình
Chiến dịch Mạch nước Hòa bình (tiếng Thổ Nhĩ Kỳ: Barış Pınarı Harekâtı) là một chiến dịch quân sự đang diễn ra, được thực hiện bởi Lực lượng Vũ trang Thổ Nhĩ Kỳ và Quân đội Quốc gia Syria (SNA) chống lại Chính quyền Tự trị Bắc và Đông Syria (NES) và cánh vũ trang của nó, Lực lượng Dân chủ Syria (SDF). Chiến dịch bắt đầu vào ngày 9 tháng 10 năm 2019 khi Không quân Thổ Nhĩ Kỳ tiến hành các cuộc không kích vào các thị trấn biên giới, bao gồm Ras al-Ayn.
Theo phát ngôn viên của Tổng thống Erdoğan, hoạt động này nhằm "điều chỉnh nhân khẩu học" ở miền bắc Syria. Hành động của Thổ Nhĩ Kỳ đã bị quốc tế lên án, với nhiều quốc gia mô tả nó là vi phạm luật pháp quốc tế, vi phạm chủ quyền, vi phạm hòa bình, và đó là mối quan tâm an ninh lớn và quan tâm nhân quyền lớn.

## Bối cảnh
Sau nhiều tháng đe dọa Thổ Nhĩ Kỳ đơn phương xâm chiếm miền Bắc Syria, một thỏa thuận đã được ký kết vào tháng 8 năm 2019 giữa Thổ Nhĩ Kỳ và Hoa Kỳ, coi Lực lượng Dân chủ Syria là một trong những đồng minh quan trọng của nước này trong cuộc can thiệp quân sự chống ISIL ở Syria. Thỏa thuận đã thiết lập Vùng đệm phía Bắc Syria, nhằm làm tan biến căng thẳng bằng cách giải quyết 'mối quan ngại về an ninh' của Thổ Nhĩ Kỳ thông qua giám sát và tuần tra chung, trong khi vẫn cho phép NES giữ quyền kiểm soát các khu vực mà nó kiểm soát vào thời điểm đó. Thỏa thuận được Mỹ và SDF / NES đón nhận một cách thuận lợi, nhưng Thổ Nhĩ Kỳ thường không hài lòng với thỏa thuận này. Sự bất mãn của Thổ Nhĩ Kỳ đã dẫn đến nhiều nỗ lực của Thổ Nhĩ Kỳ trong việc mở rộng khu vực được bao phủ bởi vùng đệm, bảo đảm sự kiểm soát của Thổ Nhĩ Kỳ đối với các bộ phận của nó hoặc di chuyển hàng triệu người tị nạn vào khu vực này, với tất cả những nỗ lực này đã thất bại trước sự kháng cự của SDF và sự chống đối của Mỹ.
Bất chấp sự bắt đầu chính thức của các cuộc tuần tra trên mặt đất Mỹ-Thổ Nhĩ Kỳ, việc dỡ bỏ các pháo đài SDF và rút các đơn vị YPG khỏi các vùng của vùng đệm, căng thẳng tiếp tục gia tăng khi Thổ Nhĩ Kỳ đưa ra nhiều yêu cầu hơn đối với SDF, tất cả đều bị từ chối bởi sau đó, tự coi mình đã chấp nhận một thỏa hiệp khắc nghiệt bằng cách cho phép quân đội Thổ Nhĩ Kỳ tham gia tuần tra chung với các đối tác Mỹ ở Bắc Syria. Sự bất mãn của Thổ Nhĩ Kỳ đối với hiện trạng của thỏa thuận đã trở nên thù địch công khai, với việc tổng thống Thổ Nhĩ Kỳ công khai đưa ra tối hậu thư chống lại SDF. Tối hậu thư đã bị bỏ qua và Thổ Nhĩ Kỳ tuyên bố "hạn chót" đã hết hạn vào đầu tháng 10 cùng năm.

## Cuộc tấn công
Chiến dịch bắt đầu vào ngày 9 tháng 10 năm 2019, với các cuộc không kích của Thổ Nhĩ Kỳ và các lựu pháo nhắm vào các thị trấn của Tell Abyad, Ras al-Ayn, nơi hàng ngàn người được báo cáo đã rời khỏi thị trấn, Ain Issa và Qamishli. Ngày này là ngày kỷ niệm nhà lãnh đạo PKK Abdullah calan bị trục xuất khỏi Syria vào năm 1998, bởi chính phủ của Hafez al-Assad.
Để đối phó với cuộc pháo kích xuyên biên giới, phát ngôn viên của SDF tuyên bố rằng Thổ Nhĩ Kỳ đang nhắm mục tiêu vào dân thường. Six rockets were later launched at the Turkish city of Nusaybin as a response by the PKK, and two reportedly hit the Turkish town Ceylanpınar. Sáu rốc két sau đó đã được phóng tại thành phố Nusaybin của Thổ Nhĩ Kỳ như một phản ứng của PKK, và hai tên lửa đã tấn công thị trấn Ceylanpınar của Thổ Nhĩ Kỳ. SDF cũng tuyên bố để bắt đầu chiến dịch của Thổ Nhĩ Kỳ, họ sẽ tạm dừng các hoạt động chống ISIL, and that two civilians had been killed. và hai thường dân đã bị giết.
Đến cuối ngày, quân đội Thổ Nhĩ Kỳ tuyên bố rằng giai đoạn mặt đất của chiến dịch đã bắt đầu từ ba điểm - bao gồm Tell Abyad.
Trước bình minh vào sáng ngày 10 tháng 10 năm 2019, quân đội Thổ Nhĩ Kỳ đã chính thức bắt đầu cuộc tấn công mặt đất chống lại SDF; họ cũng tuyên bố rằng họ đã tấn công 181 mục tiêu ở miền bắc Syria và 14.000 phiến quân được Thổ Nhĩ Kỳ hậu thuẫn cũng được cho là tham gia vào cuộc tấn công do Thổ Nhĩ Kỳ chỉ huy. Sau đó trong ngày, các cuộc đụng độ đã nổ ra giữa SDF và các lực lượng liên kết với Thổ Nhĩ Kỳ gần al-Bab.

## Phản ứng

### Phản ứng ở Thổ Nhĩ Kỳ
Một ngày trước chiến dịch, tất cả các đảng đối lập Thổ Nhĩ Kỳ, ngoại trừ Đảng Dân chủ Nhân dân (HDP) đã bỏ phiếu để gia hạn ủy thác của quân đội đối với Syria. Các nhà lãnh đạo đảng đối lập Meral Akşener (Đảng İyi) và Kemal Kılıçdaroğlu (Đảng Cộng hòa Nhân dân) bày tỏ sự ủng hộ đối với hoạt động quân sự. Akşener và Kılıçdaroğlu đã được thông báo trực tiếp về hoạt động của Tổng thống Erdoğan sau khi nó ra mắt.
HDP đã lên án chiến dịch này, gọi đây là "bước đi cực kỳ nguy hiểm và sai lầm" và tuyên bố rằng "Thổ Nhĩ Kỳ đang bị kéo vào một cái bẫy nguy hiểm và sâu sắc".

### Phản ứng ở Syria
- Chính phủ Syria - Chính phủ lên án mạnh mẽ cuộc tấn công của Thổ Nhĩ Kỳ, coi đây là "sự vi phạm luật pháp quốc tế và các nghị quyết của Liên Hợp Quốc tôn trọng chủ quyền và toàn vẹn lãnh thổ của Syria".[35]
- Các lực lượng Dân chủ Syria - Một phát ngôn viên của SDF nói với Al-Jazeera về cuộc tấn công, "Các mối đe dọa do Thổ Nhĩ Kỳ thực hiện để tấn công khu vực này không phải là điều gì mới, họ đã liên tục thực hiện trong nhiều năm. có vấn đề và được chuẩn bị đầy đủ để đáp trả quyết liệt trước mọi cuộc tấn công sắp xảy ra trên đất Syria."[36]
- Bản mẫu:Country data Syrian Opposition Jaysh al-Izza - Nhà lãnh đạo của Jaysh al-Izza chỉ trích các chiến binh rời Idlib tham gia chiến dịch do Thổ Nhĩ Kỳ lãnh đạo chống lại SDF, trên Twitter, nói rằng thay vào đó họ nên ở lại Idlib để chiếm lại các khu vực bị chính phủ tấn công trong Tháng 8.[37]

### Phản ứng quốc tế
Các quốc gia thành viên Liên Hợp Quốc
- Hoa Kỳ – Tổng thống Donald Trump tuyên bố rằng "Hoa Kỳ không tán thành cuộc tấn công này và đã nói rõ với Thổ Nhĩ Kỳ rằng hoạt động này là một ý tưởng tồi." [38] Trump đã đe dọa sẽ tàn phá nền kinh tế của Thổ Nhĩ Kỳ nếu họ làm "bất cứ điều gì mà tôi, theo trí tuệ tuyệt vời và chưa từng có của tôi, coi là vượt quá giới hạn".[39] Tuy nhiên, Trump bảo vệ quyết định rút quân Mỹ, cho rằng người Kurd "không giúp chúng tôi trong chiến tranh thế giới thứ hai, họ đã không giúp chúng tôi lấy Normandy làm ví dụ". Trump cũng tuyên bố: "Liên minh rất dễ dàng. Nhưng các liên minh của chúng tôi đã lợi dụng chúng tôi".[40] Thượng nghị sĩ Lindsey Graham cảnh báo rằng ông sẽ "đưa ra các biện pháp trừng phạt lưỡng đảng đối với Thổ Nhĩ Kỳ nếu họ xâm chiếm Syria". Ông nói rằng ông cũng sẽ "kêu gọi đình chỉ họ NATO nếu họ tấn công lực lượng người Kurd đã hỗ trợ Hoa Kỳ trong việc tiêu diệt ISIS Caliphate".[41]
- Egypt – Ai Cập lên án cuộc tấn công của Thổ Nhĩ Kỳ. Nó cũng kêu gọi Hội đồng Bảo an Liên Hợp Quốc tạm dừng "mọi nỗ lực chiếm lãnh thổ Syria" hoặc "thay đổi nhân khẩu học ở miền bắc Syria". Ngoài ra, nó kêu gọi một cuộc họp khẩn cấp của Liên đoàn Ả Rập.[42]
- Iran –Bộ trưởng Ngoại giao Mohammad Javad Zarif đã lên tiếng phản đối cuộc tấn công coi đây là hành vi vi phạm chủ quyền của Syria.[43] Tuy nhiên, liên quan đến việc Mỹ rút khỏi Syria Zarif bình luận rằng Mỹ là một "kẻ chiếm đóng không liên quan ở Syria", và nói rằng Iran sẽ sẵn sàng hòa giải căng thẳng giữa Syria và Thổ Nhĩ Kỳ.[44] Ngoài ra, chủ tịch Quốc hội Iran Ali Larijani đã hủy chuyến đi theo lịch trình tới Thổ Nhĩ Kỳ.[42]
- Nga – Tổng thống Vladimir Putin đã gọi một cuộc họp của Hội đồng An ninh Nga vào ngày 8 tháng 10 để thảo luận về vấn đề này.[45] Anh nói chuyện với Erdoğan qua điện thoại vào ngày hôm sau; Putin kêu gọi các đối tác Thổ Nhĩ Kỳ cân nhắc cẩn thận tình hình để không làm tổn hại đến những nỗ lực chung nhằm giải quyết cuộc khủng hoảng Syria.[46] Chính phủ Nga cũng tuyên bố rằng Thổ Nhĩ Kỳ có quyền tự vệ tuy nhiên đã kêu gọi các quân đội nước ngoài với những gì được mô tả là sự hiện diện bất hợp pháp ở Syria để rời đi.[47]
- Iraq – Tổng thống Barham Salih đã lên án chiến dịch này, tuyên bố rằng "sự xâm nhập của quân đội Thổ Nhĩ Kỳ vào Syria là một sự leo thang nghiêm trọng, sẽ gây ra những đau khổ nhân đạo chưa từng thấy, trao quyền cho các nhóm khủng bố. Thế giới phải đoàn kết để ngăn chặn thảm họa, thúc đẩy giải quyết chính trị cho các quyền của tất cả người Syria, bao gồm cả người Kurd, đến hòa bình, nhân phẩm và an ninh".[48]
- Finland – Phản ứng với cuộc tấn công, Phần Lan tuyên bố họ sẽ ngừng xuất khẩu vũ khí sang Thổ Nhĩ Kỳ.[49] Bộ trưởng Nội vụ Thổ Nhĩ Kỳ Süleyman Soylu đã phản ứng cười và nói: "Họ đã làm tốt. Nó không quan trọng đối với chúng tôi."[50]
- Saudi Arabia – Chính phủ Ả Rập Saudi đã lên án hành động của Thổ Nhĩ Kỳ trong một tuyên bố, nói rằng hoạt động này "có tác động tiêu cực đến an ninh và ổn định của khu vực".[51] Bộ Ngoại giao Saudi cũng tuyên bố rằng cuộc tấn công là vi phạm sự thống nhất, độc lập và chủ quyền của Syria.[52]
- United Kingdom – Thủ tướng Boris Johnson đã mô tả cuộc tấn công là một "cuộc xâm lược" và tuyên bố rằng ông "quan tâm nghiêm túc".[53]Bản mẫu:Better
- Pháp –Bộ trưởng Ngoại giao Jean-Yves Le Drian đã lên án hoạt động đơn phương của Thổ Nhĩ Kỳ ở đông bắc Syria vào ngày 9 tháng 10 năm 2019, và tuyên bố "(đó là) là [ sic ] gây nguy hiểm cho các nỗ lực an ninh và nhân đạo của liên minh Nhà nước chống Hồi giáo và là một rủi ro cho an ninh của người châu Âu. Nó phải kết thúc".[54]
- Canada - Vào ngày 9 tháng 10 năm 2019, Bộ trưởng Bộ Ngoại giao Canada Chrystia Freeland tuyên bố trên Twitter rằng Canada "kiên quyết lên án vụ tấn công quân sự của Thổ Nhĩ Kỳ vào Syria ngày hôm nay."[55]
- United Arab Emirates - UAE tuyên bố rằng họ lên án cuộc tấn công bằng những từ ngữ mạnh nhất và lên án sự can thiệp của Thổ Nhĩ Kỳ vào Vịnh Ả Rập.[52]

Supranational
- United Nations – Liên Hợp Quốc cảnh báo về cuộc tấn công kêu gọi bảo vệ thường dân. Panos Moumtzis, Điều phối viên nhân đạo khu vực của Liên Hợp Quốc tại Syria, đã bình luận rằng "Bất kỳ hoạt động (quân sự) nào diễn ra vào lúc này đều phải tính đến để đảm bảo rằng chúng tôi không thấy sự dịch chuyển nào nữa."[56]
- European Union – Đại diện cấp cao Federica Mogherini đã ra tuyên bố thay mặt EU vào ngày 9 tháng 10 năm 2019 nói rằng "Trong hoạt động quân sự của Thổ Nhĩ Kỳ ở phía đông bắc Syria, EU khẳng định rằng một giải pháp bền vững cho cuộc xung đột Syria không thể đạt được Về mặt quân sự, EU kêu gọi Thổ Nhĩ Kỳ chấm dứt hành động quân sự đơn phương."[57]
- NATO – Tổng thư ký Jens Stoltenberg nói rằng Thổ Nhĩ Kỳ "đi đầu trong cuộc khủng hoảng và có những lo ngại về an ninh hợp pháp", đã phải chịu các cuộc tấn công khủng bố và tiếp đón hàng triệu người tị nạn. Ông nói thêm rằng NATO đã được chính quyền Thổ Nhĩ Kỳ thông báo về các hoạt động đang diễn ra ở Bắc Syria. Ông nói thêm rằng "điều quan trọng là tránh các hành động có thể gây bất ổn hơn nữa cho khu vực, leo thang căng thẳng và gây ra nhiều đau khổ cho con người". Ông kêu gọi Thổ Nhĩ Kỳ "hành động với sự kiềm chế" và nói rằng những lợi ích đạt được chống lại ISIS không nên bị đe dọa.[58]

Các bên khu vực khác
- Kurdistan Region – Khu vực Kurdistan tự trị của Iraq bày tỏ mối quan ngại sâu sắc và kêu gọi Thổ Nhĩ Kỳ "tránh mọi sáng kiến sẽ làm suy yếu tiến trình chống lại ISIS".[59]